# بيل برنهارد
بيل برنهارد (بالإنجليزية: Bill Bernhard)‏ هو لاعب كرة قاعدة أمريكي، ولد في 16 مارس 1871 في كلارنس في الولايات المتحدة، وتوفي في 30 مارس 1949 في سان دييغو في الولايات المتحدة.

## وصلات خارجية
- بيل برنهارد على موقعبيزبول رفرنس.كوم (الدوري الرئيسي) (الإنجليزية)
- بيل برنهارد على موقعبيزبول رفرنس.كوم (الدوري الثانوي) (الإنجليزية)
- بيل برنهارد على موقع مشجعي الرسوم البيانية (الإنجليزية)